# Tarkhani (Saràtov)
|  | Per a altres significats, vegeu «Tarkhani». |

Tarkhani (en rus: Тарханы) és un poble de l'óblast de Saràtov, a Rússia, segons el cens del 2010 tenia 1.971 habitants. Pertany al districte municipal de Saràtov.